# Morală

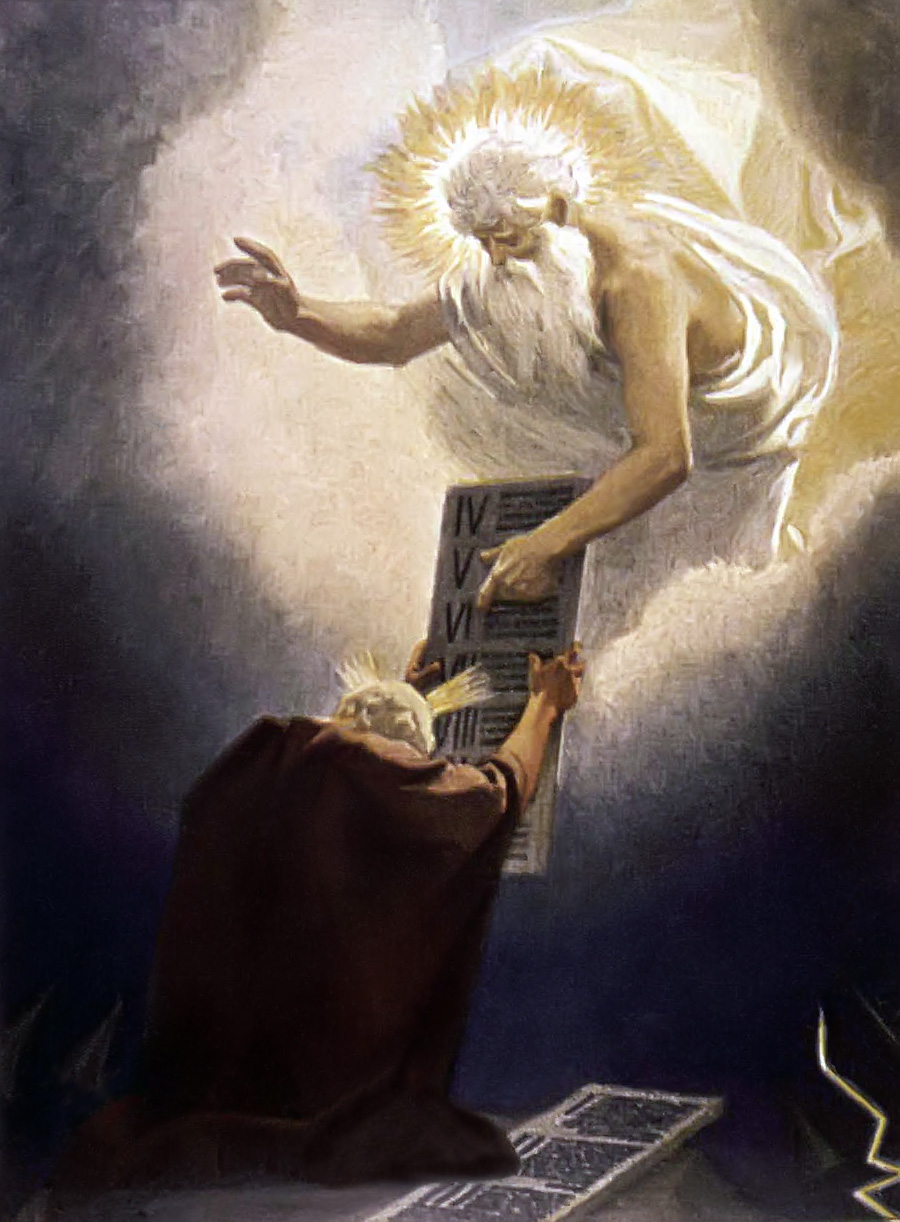
Moise primind cele zece porunci pe muntele Sinai

Morala (din latina, moralitas „maniere, caracter, comportament adecvat”) e o percepție a comportamentului care diferențiază intențiile, deciziile și acțiunile între cele bune (sau corecte) și rele (sau greșite).
Un cod moral e un sistem de moralitate (de exemplu bazat pe o anumită filozofie, religie sau cultură).
Morala este obiectul de studiu al eticii, disciplină a filozofiei.